# Seemöwe II
Die Seemöwe II ist ein ehemaliges Seebäderschiff der Förde Reederei Seetouristik in Flensburg. Das Schiff wurde 1969 als Malmö für die schwedische Rederi Centrumlinjen gebaut.

## Geschichte
Das Schiff wurde unter der Baunummer 1270 auf der Husumer Schiffswerft für die schwedische Rederi Centrumlinjen gebaut. Die Kiellegung fand am 2. Juli 1968, der Stapellauf am 18. Januar 1969 statt. Das Schiff wurde am 12. April 1969 abgeliefert und kam als Malmö auf der Fährlinie zwischen Malmö und Kopenhagen unter schwedischer Flagge in Fahrt.
1974 wurde das Schiff an das Hamburger Unternehmen HADAG Seetouristik und Fährdienst verkauft, das seit 1971 eine 50-Prozent-Beteiligung an der Rederi Centrumlinjen hielt. Das unter die Flagge Deutschlands gebrachte Schiff verblieb aber weiter in Charter der Rederi Centrumlinjen im Fährdienst zwischen Malmö und Kopenhagen. Als die Rederi Centrumlinjen im Oktober 1975 mit der Zahlung der Charterrate in Verzug geriet, holte die HADAG Seetouristik und Fährdienst das Schiff nach Hamburg, um zu verhindern, dass es von Gläubigern der Rederi Centrumlinjen an die Kette gelegt würde. Im Dezember 1975 verkaufte die HADAG Seetouristik und Fährdienst das Schiff an die Förde-Reederei in Flensburg. Neuer Name des Schiffes wurde Seemöwe II. Die Förde-Reederei nutze das Schiff für Ausflugsfahrten in der Flensburger Förde und später auch für Butterfahrten auf der Ostsee.
1989 wurde das Schiff auf der Lindenau-Werft in Kiel umgebaut.
Durch den Zusammenschluss der Förde-Reederei mit der Reederei Seetouristik kam die Seemöwe II zur Förde Reederei Seetouristik, die sie weiter auf der Ostsee einsetzte.
Nach dem Wegfall der Butterfahrten innerhalb der EU im Sommer 1999 wurde versucht, das Schiff anderweitig zu beschäftigen. Die Versuche schlugen jedoch fehlt und das Schiff wurde im September 1999 in Lübeck aufgelegt. Im Oktober 1999 wurde das Schiff an die Reederei Greil in Neustadt in Holstein verchartert, die es unter dem Namen Amadeus für Ausflugsfahrten einsetzte. Es gibt auch Berichte, nach denen versucht wurde, das Schiff als Restaurantschiff zu nutzen.
Im März 2003 wurde das Schiff an die Royal Stockholm Cruise Line in Norrköping verkauft. Es wurde in Saga Lejon umbenannt und unter die schwedische Flagge mit Heimathafen Mem gebracht. Eingesetzt wurde das Schiff unter anderem für Fahrten auf verschiedenen Routen im Östergötland-Archipel zwischen Västervik und Norrköping sowie im Stockholmer Schärengarten.
Ab 2013 wurde das Schiff im Winterhalbjahr überwiegend als Party- und Veranstaltungsschiff in Norrköping genutzt.
Im Oktober 2017 wurde das Schiff nach Afrika verkauft. Das unter die Flagge Togos mit Heimathafen Lomé gebrachte und in Hawa III (manchmal auch Hawa 3 geschrieben) umbenannte Schiff sollte Berichten zufolge im Golf von Guinea zwischen Togo und Kamerun eingesetzt werden. Später hieß es, das Schiff wäre als private Yacht registriert. Wegen fehlender Bescheinigungen wurde das Schiff jedoch erst in Karlskrona und dann in Ystad festgehalten. Nach einer Inspektion durch Vertreter des Flaggenstaates Togo wurden die fehlenden Bescheinigungen ausgestellt, so dass das Schiff seine Fahrt fortsetzen konnte.

## Technische Daten
Das Schiff wird von zwei Sechszylinder-Viertakt-Dieselmotoren des Herstellers Atlas-MaK (Typ: 6M451/A) mit zusammen 1324 kW Leistung angetrieben. Die Motoren wirken auf zwei Verstellpropeller. Das Schiff ist mit einem elektrisch angetriebenen Bugstrahlruder mit 166 kW Leistung ausgerüstet. Für die Stromerzeugung stehen mehrere Dieselgeneratoren mit 570 kVA Scheinleistung zur Verfügung.
Das Schiff verfügt zwei geschlossene Decks mit Einrichtungen für die Passagiere. Darüber befindet sich die im vorderen Bereich angeordnete Brücke, die auf beiden Seiten über eine über die Schiffsbreite hinausreichende, offene Nock verfügt. Hinter der Brücke befinden sich weitere Decksaufbauten sowie ein Sonnendeck. Weitere offene Decksbereiche befinden sich am Heck des Schiffes. Die Passagierkapazität betrug 740 Personen. Die Royal Stockholm Cruise Line vermarktete das Schiff mit einer Kapazität von 380 Passagieren.